# خانه حاجی خان
خانه حاجی خان مربوط به دوره قاجار است و در ابرکوه، محله قدیمی دروازه میدان واقع شده و این اثر در تاریخ ۷ مهر ۱۳۸۱ با شمارهٔ ثبت ۶۳۱۰ به‌عنوان یکی از آثار ملی ایران به ثبت رسیده است.